# Leorin
Leorin ist eine Ortschaft auf der schottischen Hebrideninsel Islay und gehört somit administrativ zur Council Area Argyll and Bute. Leorin liegt im Süden Islays etwa 1,7 km nördlich von Port Ellen und zwölf Kilometer südlich von Bowmore, dem Hauptort der Insel. Die Ortschaft ist über die B8016 erreichbar. Nördlich passiert der Leorin River, ein Zufluss des Kintra River, die Ortschaft, der wenige Kilometer südöstlich aus den Leorin Lochs abfließt.
Heute sind nur noch wenige Häuser Leorins bewohnt. Im Jahre 1841 lebten noch 41 Personen in Leorin, die sich auf fünf Familien aufteilten. Hiervon waren 23 weiblichen und 18 männlichen Geschlechts. Im aktuellen Zensus ist Leorin nicht explizit aufgeführt. Zu der Ortschaft wurde auch eine östlich gelegene Siedlung namens Upper Leorin gerechnet, welche jedoch zwischenzeitlich aufgegeben wurde. Die Gebäude dort sind teilweise verfallen.